# 末木文美士
末木 文美士（すえき ふみひこ、1949年9月6日 - ）は、日本の仏教学者。国際日本文化研究センター名誉教授、総合研究大学院大学（総研大）名誉教授、東京大学名誉教授。

## 経歴
1949年、山梨県甲府市で生まれた。山梨県立甲府第一高等学校で学び、この高校時代に嶋田義仁、五十嵐勉らと親交を結んだ。1968年に卒業し、東京大学文学部に進んだ。一旦は哲學専修課程に進むが、1年後に印度哲学専修課程に転じ、1973年に卒業。同大学院人文科学研究科に進み、1978年に博士課程を単位取得退学。
その後は東京大学文学部助手となった。1981年からは財団法人東方研究会専任研究員。1986年、東京大学文学部助教授に就任。1993年、東京大学に学位論文『平安初期仏教思想史研究－安然の思想形成を中心として』を提出して博士（文学）の学位を取得。1995年、同教授に昇進。2009年に東京大学を退任し、名誉教授となった。
その後は国際日本文化研究センター教授、総合研究大学院大学文化科学研究科国際日本研究専攻教授を兼任。2015年に国際日本文化研究センターを定年退任し、同名誉教授となった。学界では、2011年6月より比較思想学会会長を務めている。

## 受賞
- 第68回毎日出版文化賞受賞（企画部門）を受賞。共同編集『仏教の事典』(2014)に対して。

## 研究内容・業績
思想史研究
専攻は仏教学、日本仏教を中心とした日本思想史・宗教史。中世仏教史研究の分野でで知られていたが、近年は近現代の仏教思想にも関心を拡げている。末木曰く、従来の日本における近代思想史研究は福澤諭吉や丸山眞男らの社会思想の側面でしか検討されてこなかった。そういった表層の思想史ではなく日本人の基層にある精神史を読み解こうと模索している。
師、指導学生
- 田村芳朗 - 本覚思想・法華経研究で知られており、師にあたる。
- 早島鏡正 - 指導を受けた。聖徳太子研究で著名。
- 中村元 - 指導を受けた。
- 橋本治 - 東京大学の先輩。新潮文庫にて互いの著作に解説を寄せている。
- 西村玲 - 教え子。

## 人物・思想
歌人として
高校時代から短歌の創作を始める。甲府時代は地元結社に所属していたが、上京後宮柊二の『コスモス』に参加。宮柊二に愛され、『コスモス』期待の若手の一人と目された。短歌はその後も続けるが、研究生活を優先させ、短歌界とは距離を取っている。なお夫人の節子も歌人。
交遊
- 五十嵐勉 - 高校時代以来の親友。
- 嶋田義仁 - 高校時代以来の親友。

「震災天罰論」をめぐる論争
- 中外日報2011年4月26日号に「東日本大震災は日本への天罰である」という主旨の論稿[5]を発表し、これが激しい批判の対象となって論争が巻き起こった[6][7][8]。
- 東京新聞2011年9月24日号（朝刊）に寄稿した「問い直される日本の仏教（中）」という記事の中でも前出の自説を撤回しておらず、2011年11月まで批判論者との論争が行われ[9]、2012年7月に鶴見大学で行われた日本印度学仏教学会学術大会でも「震災と仏教」の題で討論が行われた。

## 家族・親族
- 父末木剛博は哲学者。
- 弟：末木恭彦は中国哲学研究者で駒澤大学教授。
- 夫人：末木節子は歌人。

## 著書

### 単著
- 『日本仏教史 思想史としてのアプローチ』新潮社 1992／新潮文庫 1996[10]
- 『日本仏教思想史論考』大蔵出版 1993
- 『平安初期仏教思想の研究　安然の思想形成を中心として』春秋社 1995、オンデマンド版2006、2024
- 『仏教－言葉の思想史』岩波書店 1996
- 『仏教思想』放送大学教材（日本放送出版協会）1997、改訂版 2001
- 『解体する言葉と世界－仏教からの挑戦』岩波書店 1998
- 『「碧巌録」を読む』岩波書店〈岩波セミナーブックス〉 1998／改訂版 岩波現代文庫 2018
- 『鎌倉仏教形成論　思想史の立場から』法藏館 1998
- 『日蓮入門 現世を撃つ思想』ちくま新書、2000／増補版 ちくま学芸文庫 2010[11]
- 『中世の神と仏』山川出版社<日本史リブレット>、2003
- 『明治思想家論 近代日本の思想・再考 I』トランスビュー 2004
- 『近代日本と仏教　近代日本の思想・再考 II』トランスビュー 2004
- 『仏教vs.倫理』ちくま新書、2006
  - 増補版『反・仏教学 仏教vs.倫理』ちくま学芸文庫 2013
- 『日本宗教史』岩波新書 2006
- 『思想としての仏教入門』トランスビュー 2006
- 『日本仏教の可能性』春秋社 2006／新潮文庫 2011[12]
- 『他者/死者/私 哲学と宗教のレッスン』岩波書店、2007
- 『鎌倉仏教展開論』トランスビュー 2008
- 『仏典を読む 死から始まる仏教史』新潮社、2009／新潮文庫 2014  
  - 増補版 角川ソフィア文庫 2021[13]
- 『近世の仏教　華ひらく思想と文化』吉川弘文館〈歴史文化ライブラリー〉 2010
- 『他者・死者たちの近代 近代日本の思想・再考 III』トランスビュー 2010
- 『哲学の現場　日本で考えるということ』トランスビュー 2012
- 『現代仏教論』新潮新書 2012
- 『浄土思想論』春秋社 2013
- 『日本仏教入門』角川選書 2014
- 『草木成仏の思想 安然と日本人の自然観』サンガ 2015。サンガ文庫 2017。サンガ新社 2024
- 『親鸞　主上臣下、法に背』ミネルヴァ書房〈日本評伝選〉 2016
- 『日本の思想をよむ』角川書店、2016／増補版 角川ソフィア文庫 2020
- 『日本思想史の射程　日本歴史 私の最新講義20』敬文舎 2017
- 『思想としての近代仏教』中央公論新社〈中公選書〉 2017
  - 改訂版『日本の近代仏教　思想と歴史』講談社学術文庫 2022
- 『仏教からよむ古典文学』角川選書 2018
- 『冥顕の哲学1 死者と菩薩の倫理学』ぷねうま舎 2018
- 『冥顕の哲学2 いま日本から興す哲学』ぷねうま舎 2019
- 『日本思想史』岩波新書 2020
- 『死者と霊性の哲学』朝日新書、2022
- 『禅の中世 仏教史の再構築』臨川書店 2022
- 『絶望でなく希望を 明日を生きるための哲学』ぷねうま舎 2023
- 『近世思想と仏教』法藏館 2023
- 『日本　日本の近代思想を読みなおす 2』[14]東京大学出版会 2024
- 『霊性の日本思想』岩波書店 2025
- 『道元    実践の哲学 身心論から読み解く『正法眼蔵』』角川選書 2025

### 編著・共編
- 『天台神道』〈神道大系 論説編 90・91〉田村芳朗ほか編、神道大系編纂会、1990-1993
- 『現代中国の仏教』曹章祺共著、平河出版社、1996
- 『禅と思想』〈叢書禅と日本文化 8〉 ぺりかん社、1997
- 『非・西欧の視座』<宝積比較宗教・文化叢書8> 中島隆博共編、大明堂、2001
- 『現代戒想 出家と在家のはざまで』 多田孝文共編著、仏教タイムス社、2004。編者代表
- 『名僧たちの教え 日本仏教の世界』 山折哲雄共編、朝日選書、2005
- 『日本文化研究 神仏習合と神国思想』 高木昭作共編著、放送大学教材、2005
- 『思想の身体 愛の巻』春秋社、2006
- 『現代と仏教 いま、仏教が問うもの、問われるもの』佼成出版社、2006
- 『ボクの哲学モドキI 生きにくい世界でボクを襲う危ない性と死の誘惑』（ぶんまお名義）、トランスビュー、2009
- 『ボクの哲学モドキII 戦争に向かう世界でボクは迷いながら愛と命を考える』（ぶんまお名義）、トランスビュー、2009
- 『日本仏教の礎』[15]〈新アジア仏教史 11巻 日本I〉 佼成出版社、2010
- 『躍動する中世仏教』〈新アジア仏教史 12巻 日本II〉佼成出版社、2010
- 『民衆仏教の定着』〈新アジア仏教史 13巻 日本III〉佼成出版社、2011
- 『近代国家と仏教』〈新アジア仏教史 14巻 日本IV〉佼成出版社、2011
- 『現代仏教の可能性』〈新アジア仏教史 15巻 日本V〉佼成出版社、2011
- 『別冊太陽 名僧でたどる日本の仏教』監修、平凡社、2011
- 『新薬師寺 新版』〈古寺巡礼奈良 10〉淡交社、2011[16]
- 『日本をつくった名僧100人』編者代表、平凡社、2012。菅野博史らと共著
- 『岩波 仏教辞典』岩波書店、第二版 2002、第三版 2023[17]
- 『岩波哲学・思想事典』岩波書店、1998。編集委員
- 『シリーズ 大乗仏教』高崎直道監修、春秋社、2011-2014。編集委員
- 『日本思想史講座』ぺりかん社、2012-2015。編集委員
- 『岩波講座 日本の思想』岩波書店、2013-2014。編集委員。シリーズ全8巻
- 『中世禅籍叢刊』臨川書店、2013-2019。編集委員。全12巻・別巻1
- 『ブッダの変貌 交錯する近代仏教』林淳・吉永進一・大谷栄一共編著、法藏館<日文研叢書>、2014
- 『妙貞問答を読む ――ハビアンの仏教批判』法藏館、2014
- 『仏教の事典』下田正弘・堀内伸二共編著、朝倉書店、2014
- 『現代世界と日蓮　シリーズ日蓮5』上杉清文共編著、春秋社、2015
- 『比較思想から見た日本仏教』編者代表、山喜房佛書林、2015
- 『日本仏教を捉え直す』頼住光子共編著、放送大学教材、2018
  - 『日本仏教再入門』頼住光子・大谷栄一共編（増訂版）、講談社学術文庫、2024
- 『仏教の歴史2　東アジア』「宗教の世界史4」山川出版社、2018
- 『近代日本宗教史』春秋社、2020-2021（全6巻）、編集委員
- 『死者と霊性　近代を問い直す』岩波新書、2021[18]

### 訳・解説
- 『シーボルト日本 図録 第三巻』フィリップ・シーボルト（共編訳）、雄松堂書店、1979
- 『安然・源信 大乗仏典 中国・日本編 19』中央公論社、1991[19]
- 『観無量寿経　般舟三昧経 浄土仏教の思想 2』講談社、1992[20]
- 『僧門 江戸漢詩選 5』堀川貴司共編注、岩波書店、1996
- 『現代語訳 碧巌録』 岩波書店（上中下）、2001-2003 - 研究会編訳・代表
  - 『碧巌録』 岩波文庫（上中下）、1992-1996、ワイド版1997。入矢義高・溝口雄三・伊藤文生共訳・校訂
- 『エリアーデ仏教事典』ジョゼフ・キタガワほか編著、木村清孝・竹村牧男共編訳、法藏館、2005
- 『オックスフォード仏教辞典』ダミアン・キーオン編、監訳、豊嶋悠吾編訳、朝倉書店、2016
- 『仏教の仮面を剝ぐ』ベルナール・フォール著、金子奈央と共訳、トランスビュー、2016

### 論文
- CiNii>末木文美士
- INBUDS>末木文美士